# Viola tenuissima
Viola tenuissima är en violväxtart som beskrevs av Chang. Viola tenuissima ingår i släktet violer, och familjen violväxter. Inga underarter finns listade i Catalogue of Life.